# Shtisel
Shtisel (en hébreu : שטיסל), également intitulée Les Shtisel, une famille à Jérusalem, est une série télévisée israélienne écrite par Ori Elon (en) Yehonatan Indursky (en), produite par Yonatan Aroch et Dikla Barkai, et réalisée par Alon Zingman. Centrée sur la relation d'un père (Shulem Shtisel, joué par Dov Glickman) et de son plus jeune fils (Akiva Shtisel, joué par Michael Aloni), elle raconte la vie d'une famille contemporaine de Juifs haredim vivant dans le quartier de Geula à Jérusalem.
Il y a 12 épisodes dans les saisons 1 et 2. La troisième saison est constituée de 9 épisodes.

## Production
La série a d'abord été diffusée à la télévision par Yes Stars en 2013. Depuis 2018, Netflix en assure également la diffusion.
En octobre 2016, Amazon Studios annonce un remake américain situé à Brooklyn,,.
En mai 2019, une troisième saison de Shtisel est annoncée. Un désaccord de rémunération avec le syndicat des acteurs israéliens retarde la signature des contrats. En avril 2020, Dikla Barkai, le producteur de la série annonce un nouveau retard de production à cause de la pandémie de Covid-19.
La première de la saison 3 s'est déroulée le 17 décembre 2020, au Temple Emanu-El Streicker. La saison 3 est diffusée par Netflix depuis le 25 mars 2021.

## Distribution
- Dov Glickman : Shulem Shtisel
- Michael Aloni : Akiva Shtisel
- Neta Riskin : Giti Weiss
- Shira Haas : Ruchami Weiss
- Sarel Piterman : Zvi Arye Shtisel
- Zohar Strauss : Lippe Weiss
- Orly Silbersatz Banai : Aliza Gvili
- Ayelet Zurer : Elisheva Rotstein
- Sasson Gabai : Nukhem Shtisel
- Gal Fishel : Yosa'le Weiss
- Ori Ilovitz : Haim'ke Weiss
- Hadas Yaron : Libbi Shtisel
- Eliana Shechter : Tovi Shtisel
- Hanna Rieber : Malka Shtisel, la grand-mère (saison 1)
- Lea Koenig : Malka Shtisel, la grand-mère (saison 2, en remplacement de Hanna Rieber, morte[10])

## Accueil
La première saison de la série reçoit dix prix de l'Académie de la télévision israélienne en 2014 : meilleure série dramatique, meilleur réalisateur, meilleur scénario, meilleur chef opérateur, meilleur montage, meilleure musique, meilleurs effets sonores, meilleurs décors, meilleurs costumes, meilleurs maquillages,.
Selon Yaron Peleg, le succès de la série s'inscrit dans un contexte de prolifération de séries télévisées consacrées à  des minorités religieuses, telle la série Srugim (en) diffusée en 2 saisons de 2008 à 2012  (également co-écrite par Ori Elon, plusieurs des producteurs de Shtisel y ayant aussi contribué), qui passe sous silence la plupart des caractéristiques clivantes de ces communautés et présente ses membres comme des personnes normales, tout en restant fidèle à la réalité dans la description de la communauté orthodoxe, de ses modes de vie et manières de parler. En mettant l'accent sur les relations amoureuses de ses personnages principaux et leur poursuite du bonheur, la série réussit, selon cet auteur, à rendre cette communauté « culturellement visible, voire pertinente »,.
La deuxième saison de la série, à l'écriture de laquelle participe Sayed Kashua, confirme le succès de la première.